# Kirby Howell-Baptiste
Kirby Howell-Baptiste (Camden, 7 de fevereiro de 1987) é uma atriz inglesa. Ela apareceu como uma regular das séries Downward Dog (2017), Killing Eve (2018) e Why Women Kill (2019) e como a Morte dos Perpétuos em The Sandman (2022–2025) e Garotos Detetives Mortos (2024). Suas aparições na televisão também incluem papéis recorrentes em Love (2016–2018), Barry (2018–2019), The Good Place (2018–2020), e a quarta temporada de Veronica Mars (2019), e um papel principal na segunda e terceira livro de Infinity Train como Grace Monroe.

## Biografia
Howell-Baptiste é de Londres. Ela começou a atuar em Anna Scher Theatre.

## Carreira
A carreira de atriz de Howell-Baptiste incluiu muitas aparições em papéis convidados e recorrentes em séries de televisão, além de vários curtas e longas-metragens. Seu trabalho anterior na televisão inclui a série de comédia de esquetes da IFC, Comedy Bang! Bang! e a série House of Lies do Showtime. Ela também foi regular na série da ABC, Downward Dog em 2017. Howell-Baptiste seguiu em 2018 com seu papel como Elena na primeira temporada da série da BBC America, Killing Eve. Ela atualmente tem um papel recorrente como a atriz Sasha Baxter no na tragicomédia do HBO, Barry, e apareceu como a neurocientista Simone Garnett na série da NBC, The Good Place, começando na terceira temporada. Em plataformas de streaming de televisão, Howell-Baptiste teve papéis recorrentes na série Love da Netflix e na quarta temporada de Veronica Mars for Hulu, e apareceu no elenco principal da série do CBS All Access, Why Women Kill, em sua primeira temporada.

## Filmografia
| Ano  | Título                                | Papel                                   | Nota                                      |
| ---- | ------------------------------------- | --------------------------------------- | ----------------------------------------- |
| 2011 | Prepping Keisha                       | Keisha James                            | Curta                                     |
| 2012 | How to Succeed with Women             | Desconhecida                            | Curta                                     |
| 2012 | Invasion of the Les-Body Snatchers    | Emma                                    | Curta                                     |
| 2013 | Lucky Day                             | Carly                                   | Curta; também direção, produção e roteiro |
| 2013 | We Four Queens                        | Samantha                                | Curta                                     |
| 2014 | Thanks for the Ride                   | Kirby                                   | Vídeo curta                               |
| 2014 | Minor Alterations                     | Ruby                                    | Curta; também produção e roteiro          |
| 2015 | Textbook Adulthood                    | Lady Jerk                               |                                           |
| 2016 | Nell Live: Still Tayin' Around        | Moviegoer                               | Curta                                     |
| 2016 | The Hip Hooray                        | Kirby                                   | Curta                                     |
| 2016 | Solar                                 | Voz mística (voz)                       | Curta                                     |
| 2017 | A Dog's Purpose                       | Maya                                    |                                           |
| 2017 | A Dog's Purpose: Lights, Camera, Woof | Ela mesma                               | Vídeo curta                               |
| 2017 | Lane Woods Finds Love                 | Desconhecido                            |                                           |
| 208  | It's a Party                          | Hannah                                  |                                           |
| 208  | Find Me                               | Jordan                                  |                                           |
| 2021 | Happily                               | Maude                                   |                                           |
| 2021 | Cruella                               | Anita "Tattletale" Darling              |                                           |
| 2021 | Queenpins                             | JoJo Johnson                            |                                           |
| 2021 | Silent Night                          | Alex                                    |                                           |
| 2022 | Catwoman: Hunted                      | Barbara Minerva / Mulher-Leopardo (voz) |                                           |
| 2022 | Charizard the Dragon 2                | Cliente na Mean Bean Café               |                                           |
| 2023 | The Magician's Elephant               | A Condessa (voz)                        |                                           |
| 2024 | We Strangers                          | Ray Martin                              |                                           |

| Ano       | Título                             | Papel                                                     | Nota                                                                            |
| --------- | ---------------------------------- | --------------------------------------------------------- | ------------------------------------------------------------------------------- |
| 2008      | Holby City                         | Paciente Doente                                           | Episódio: "You're So Vain"; uncredited                                          |
| 2012      | AMC Fearfest                       | Angelique Kumari                                          | Especial de televisão                                                           |
| 2014      | CollegeHumor Originals             | Brittany                                                  | Episódio: "How America Is Like a Bad Boyfriend"                                 |
| 2014      | Six Guys One Car                   | Christy / Keri                                            | 2 episódios                                                                     |
| 2014–15   | Comedy Bang! Bang!                 | Decaf Dame / Boom Operator                                | 2 episódios                                                                     |
| 2014–15   | UCB Comedy Originals               | Unknown                                                   | 4 episódios                                                                     |
| 2015      | House of Lies                      | Brittany                                                  | Episódio: "We Can Always Just Overwhelm the Vagus Nerve with Another Sensation" |
| 2015      | The Brat Cave                      | Office O'Neill / Kirby                                    | 2 episódios                                                                     |
| 2015      | The King of 7B                     | Greta Milgrim                                             | Telefilme                                                                       |
| 2016      | The Dating Game                    | Evie                                                      | Episódio: "AJ vs. The Truffle Butter Sex Act"                                   |
| 2016      | The UCB Show                       | Desconhecido                                              | 2 episódios                                                                     |
| 2016      | TripTank                           | Stylist / Wife (voice)                                    | 2 episódios                                                                     |
| 2016      | Bajillion Dollar Propertie$        | Rezecca                                                   | Episódio: "Spiritual Gurus"                                                     |
| 2016      | Lady Time                          | Kathy                                                     | Minissérie                                                                      |
| 2016–17   | The Powerpuff Girls                | Chelsea (voz)                                             | 2 episódios                                                                     |
| 2016–18   | Love                               | Beth                                                      | Recorrente                                                                      |
| 2017      | @midnight                          | Ela mesma                                                 | Episódio #4.114                                                                 |
| 2017      | Downward Dog                       | Jenn                                                      | Protagonista                                                                    |
| 2017      | Do You Want to See a Dead Body?    | Flight Attendant                                          | Episódio: "A Body and a Plane (with Alexandra Daddario)"                        |
| 2017      | Dirtbags                           | Kind Neighbor                                             | Episódio: "Husband"                                                             |
| 2018      | Alone Together                     | Cassidy                                                   | Episódio: "Sleepover"                                                           |
| 2018      | Killing Eve                        | Elena Felton                                              | Protagonista                                                                    |
| 2018      | Pappy                              | Kiki                                                      | Episódio: "Dad Dick"                                                            |
| 2018      | Big City Greens                    | Judge Uppinsbottom (voz)                                  | Episódio: "Swimming Fool/Tilly's Goat"                                          |
| 2018      | Girls Code                         | Angela                                                    | Piloto                                                                          |
| 2018      | Into the Dark                      | Kayla                                                     | Episódio: "New Year, New You"                                                   |
| 2018–19   | Drunk History                      | Ela mesma                                                 | 3 episódios                                                                     |
| 2018–19   | Barry                              | Sasha Baxter                                              | Recorrente                                                                      |
| 2018–20   | The Good Place                     | Simone Garnett                                            | Recorrente                                                                      |
| 2019      | Veronica Mars                      | Nicole Malloy                                             | 7 episódios                                                                     |
| 2019      | Why Women Kill                     | Taylor Harding                                            | Protagonista                                                                    |
| 2020      | Glitch Techs                       | Audrey (voz)                                              | Episódio: "I'm Mitch Williams"                                                  |
| 2020      | Infinity Train                     | Grace Monroe (voz)                                        | 13 episódios; recorrente (Book Two), protagonista (Book Three)                  |
| 2020      | Big Hero 6: The Series             | Cobra (voz)                                               | Episódio: "Cobra and Mongoose"                                                  |
| 2021      | Waffles + Mochi                    | Pickler                                                   | Episódio: "Pickles"                                                             |
| 2021      | Wolfboy and the Everything Factory | Flora (voz)                                               | 2 episódios                                                                     |
| 2021–2022 | Hacks                              | Daisy                                                     | 2 episódios                                                                     |
| 2021–2022 | Jurassic World Camp Cretaceous     | Dr. Mae Turner (voz)                                      | Recorrente (temporadas 4–5)                                                     |
| 2021–2022 | Tig n' Seek                        | Octavia Spritz / vários (voz)                             | 6 episódios                                                                     |
| 2022      | RuPaul's Drag Race: All Stars      | Ela mesma (jurada convidada)                              | Episódio: "The Realness of Fortune Ball"                                        |
| 2022–2025 | The Sandman                        | Morte dos Perpétuos                                       | Recorrente                                                                      |
| 2023      | Is It Cake?                        | Ela mesma (jurada convidada)                              | Episódio: "Cake University"                                                     |
| 2023      | Digman!                            | Nigella (voz)                                             | Episódio: "Shakespeare's Lost Sonnet"                                           |
| 2023      | Scott Pilgrim Takes Off            | Agente do Lucas / Atriz em um filme dentro da série (voz) | 3 episódios                                                                     |
| 2023      | Culprits                           | Oficial                                                   | Recorrente (creditada como 'Kirby')                                             |
| 2024      | Sugar                              | Ruby                                                      | 8 episódios (creditada como "Kirby")                                            |
| 2024      | Garotos Detetives Mortos           | Morte dos Perpétuos                                       | Episódio: 'O Caso de Crystal Palace' (creditada como 'Kirby')                   |